# Бойна тояга
Бойната тояга на немски: Keule, или Knüppel, Knüttel или Prügel, на английски: club както и cudgel, baton, bludgeon, truncheon, cosh, nightstick или impact weapon или на руски: Па́лица или дубинка, дубина, ослоп, ослопина, дрючок е ударно хладно оръжие от древността, което не прониква в тялото на противника, а неговото действие се определя от неговия импулс, който зависи от скоростта и масата. В България са познати различни варианти като сопа (диалектно вероятно от турски), кривак, палка (полицейска), бухалка и други. Може да има кожена или текстилна връзка за захващане на китката. 

## Конструкция
Бойната тояга в различните нейни варианти се състои от дръжка и ударно-бойна част, която е по-тежка. Представляват едно цяло. Дължината на тоягата достига до 1,2 м. и масата до 10 кг.  Изработва се обикновено от дърво, но в по-модерните варианти от пластмаса, гума или алуминий. Формата се определя от това, че единият край трябва да бъде удобен за захващане с една или две ръце, а другият е обикновено удебелен за по-голяма маса. Някои от вариантите могат да бъдат използвани и като оръжие за хвърляне. 

## Използване
Тоягата е най-вероятно най-старото оръжие на хората за лов и война. Част от дърво с подходяща форма и здравина усилва силата на ударите на ръката и поддържа дистанция спрямо жертвата или противника. 

### Галерия
- Ball-headed War Club with Spike, Меномини (индианци), началото на 19-ти век, Музей Бруклин
- Джут, изработен от желязо от Япония.
- Японски Канабо, желязна тояга с кожена дръжка.
- Различни видове ирландски бойни тояги, изработени обикновено от трънка шилейла (оръжие).
- Традиционно оръжие на маорите мере, изработено от нефрит).
- Ударна част на Гата, оръжие от Фиджи

### Използване за спорт
Тояга се използва в различни видове игри и спортове на различни страни и през различни епохи. 
- Бейзболната бухалка известна още като бата се използва при бейзбола за нанасяне на силни удари върху топката, а също така по света и в България включително се използва като оръжие за сплашване и нападение.
- здрава тояга се използва при играта челик за нанасяне на удари по заострена от двете страни мишена (челик)
- Хокейният стик има широка част в края за изпълнение на удари по хокейната шайба.

### В изкуството
В поемата "Септември" поетът Гео Милев описва гнева на народа срещу преврата:
```
....
в ръцете — не с бляскави шпаги,
а с прости тояги,
шопи със сопи
с пръсти
с копрали
с търнокопи
с вили
с брадви
с топори
с коси
и слънчогледи
— стари и млади —
се спуснаха всички отвред
— като отприщено стадо
от слепи животни,
безброй
яростни бикове —
с викове
с вой
(зад тях — на нощта вкаменения свод)
полетяха напред
без ред
       неудържими
       страхотни
       велики:
       НАРОД! 
```